# Др Ћоса (лист)
Др Ћоса је лист за шалу и сатиру који је излазио 1902. и 1903. године и Београду.

## Историјат
Лист је излазио као подлистак београдског Малог журнала. Власници Малог журнала  Савић и Комп., 19. маја 1902. године покренули су Др Ћосу  као ванредно издање Малог журнала са одредницом "лист за шалу и збиљу".

### Политичка позадина
Лист је заступао политику Малог журнала. Био је против напредњачко-радикалског програма. То илуструје насловна вињета овог листа. На њој су нацртани Пашићеви радикали како их "шиша" Др Ћоса. Пашића, наравно првог "шиша".
На удару овог листа био је и министар финнсија Вукашин Петровић.
Упркос вештом коришћењу езоповског језика, због прилога о краљу Александру, Др Ћоса је често забрањиван.

### Периодичност излажења
Лист Др Ћоса је излазио је два пута недељно. 

### Изглед новина
Лист је штампан у формату 47X32cm.

### Место издавања
Београд, 1902-1903.

### Штампарија
Лист је штампан у Електричној штампарији Савића и Комп.

### Тематика
Досетке
Шале
Анегдоте

## Рубрике
- Искрице[4]

| „ | У жени и у пушки нема вере. | ” |

- мудре мисли[4]

| „ | Задовољство за које је човеку прошло време, назива их лудостима. | ” |

| „ | Спавању је брат смрт, али оно има још једну сестру, то је леност. | ” |

- Штипаљке[4]
- Најновије каже[4]

| „ | Сигуран - као пошта. | ” |

| „ | Исправан - као трамвај. | ” |

| „ | Тачан - као телеграф. | ” |